# Tanimowo Ogunlesi
Tanimowo Ogunlesi fue una política nigeriana, activista de los derechos de la mujer, sufragista y la líder de la Liga de Mejora de la Mujer. Fue una de las principales activistas femeninas de su época y cofundó el  National Council of Women's Societies (Consejo Nacional de Sociedades de Mujeres), la principal organización de derechos de la mujer del país. Se convirtió en la primera presidenta del consejo en 1959. Se centró en gran medida en el derecho al voto para las mujeres y en lograr su acceso a los servicios educativos pero, como la mayoría de las mujeres nacionalistas nigerianas, nunca cuestionó realmente el dominio masculino del hogar. En la década de 1950, formó parte de un movimiento para aumentar la capacitación en ciencias domésticas en Nigeria, abriendo una escuela de capacitación en el hogar.